# Воловець Лев Іванович
Лев Іванович Воловець (18 вересня 1936, с. Велика Вільшаниця, нині Золочівського району, Львівської області — 8 квітня 2023, Львів) — поет, літературознавець, член НСПУ (1997).

## Життєпис
Народився 18 вересня 1936 у селі Велика Вільшаниця на  Золочівщині в родині Івана та Ольги Воловців. Батько Іван Григорович Воловець був учасником першої світової війни. Вибухом гранати йому обірвало ноги, лікувався у Відні, там опанував німецьку мову, яку викладав приватно.
У родині було четверо дітей: Володимир, Ірина, Галина і Левко. Завдяки батьковій підготовці, усі починали ходити до школи з другого класу. Старший брат Володимир продовжував навчання у Золочівській гімназії, був учасником УПА, загинув у 1944 році під час облави. У 1947 році сестру Ірину засудили на 10 років ув'язнення за співпрацю з УПА.
Вступив до Львівського державного університету імені Івана Франка у 1955 році, але 1959 року виключений за читання забороненої літератури, ведення «нездорових розмов» про угорські події 1956 року та становище в Україні.
Після закінчення одружився з Галиною Іларіонівною Філик, працював на заводі. У 1966–1974 роках працював директором восьмирічної школи у с. Колоденці Кам'янко-Бузького району.
Помер Лев Іванович 8 квітня 2023 року.

## Творчість
- 1963 — «Михайло Бірюков» (літературний портрет);
- 1967 — «Григорій Тютюнник» (нариси);
- 1980 — «Надбужани» (нариси);
- 1993 — «Подих доби» (збірка поезій);
- 1995 — «Мить перестороги»;
- 1998 — «Живої пам'яті рядки», «Кредо віри»;
- 2000 — «Христос і ми»;
- 2002 — «Лелеки», «Голосне мовчання слова»;
- «Відгомін прожитого» (кн. спогади);
- 2004 — «За волю» (поема);
- 2005 — «Вірність»;
- 2006 — «Чужина»;
- 2009 — «На рідній ниві», «Рубежі», «Пророк сказав», «З болю і віри» (збірки поезій);
- 2010 — «Правдою наснажені», «Наука любові» (збірки поезій);
- 2011 — «Дорогами долі», «Друзям та знайомим», «Крізь спалахи надій» (збірки поезій);
- співавтор підручників з української літератури для 7, 9 й 11 класів;
- 2020 — «Вірність».